# Coupe de la paix 2009
Navigation
Édition précédente Édition suivante
L'édition 2009 de la Peace Cup se déroule du vendredi 24 juillet au dimanche 2 août 2009. La Coupe de la paix (ou Peace cup en anglais) est une compétition de clubs de football créée en 2003 et organisée par la Sunmoon Peace Football Foundation (liée à l'Église de l'Unification du Révérend Sun Myung Moon).
Pour la première fois hors de Corée, celle-ci se voit délocalisée dans quatre villes d'Andalousie (Séville, Huelva, Jerez, Malaga), ainsi qu'à Madrid, en Espagne. De huit équipes, la compétition passe à douze, réparties cette fois en quatre groupes de trois. Les vainqueurs de chaque groupe se qualifient pour les demi-finales et la finale.
Les gains s'élargissent désormais à quatre équipes. Il suffit de remporter un des quatre groupes pour remporter 500 000 €. Le finaliste et le vainqueur empochent respectivement 1 et 2 M€.

## Équipes
Participation officielle :
- Séville FC ;
- Real Madrid ;
- Málaga CF ;
- Olympique lyonnais ;
- LDU Quito ;
- Juventus ;
- FC Porto.
- Aston Villa.
- Al-Ittihad Club ;
- Seongnam Ilhwa Chunma ;
- Besiktas ;
- CF Atlante.

## Stades
- Stade olympique, Séville ;
- Stade La Rosaleda, Malaga ;
- Stade Chapín, Jerez de la Frontera ;
- Stade Santiago Bernabéu, Madrid ;
- Stade Nuevo Colombino, Huelva.

## Rencontres
Chaque équipe jouera entre deux et quatre matchs. Quinze matchs seront organisés au total. Le rythme sera d'un match tous les deux jours, puis trois la phase finale.

### Phase de groupes
| Groupe A - Juventus - Séville FC - Seongnam Ilhwa Chunma | Groupe B - Real Madrid - LDU Quito - Al-Ittihad Club | Groupe C - Málaga CF - Aston Villa - CF Atlante | Groupe D - Olympique lyonnais - Besiktas - FC Porto |

### Groupe A
| Rang | Équipe     | Pts | J | G | N | P | Bp | Bc | Diff |
| ---- | ---------- | --- | - | - | - | - | -- | -- | ---- |
| 1    | Juventus   | 6   | 2 | 2 | 0 | 0 | 5  | 1  | +4   |
| 2    | Séville FC | 1   | 2 | 0 | 1 | 1 | 1  | 2  | -1   |
| 3    | Seongnam   | 1   | 2 | 0 | 1 | 1 | 0  | 3  | -3   |

#### Résultats Groupe A
Tous les matchs sont joués à l'heure locale.
| 24 juillet 2009 | Séville FC    | 1 - 2 | Juventus                  | Stade olympique, Séville |  |
| 22:30           | Squillaci 80e |       | Amauri 26e · Iaquinta 65e |                          |  |

| 26 juillet 2009 | Séville FC | 0 - 0 | Seongnam Ilhwa Chunma | Stade olympique, Séville |
| 20:30           |            |       |                       |                          |

| 28 juillet 2009 | Juventus                                    | 3 - 0 | Seongnam Ilhwa Chunma | Stade Chapín, Jerez de la Frontera |  |
| 20:30           | Iaquinta 39e · Diego 53e · Legrottaglie 69e |       |                       |                                    |  |

### Groupe B
| Rang | Équipe          | Pts | J | G | N | P | Bp | Bc | Diff |
| ---- | --------------- | --- | - | - | - | - | -- | -- | ---- |
| 1    | Real Madrid     | 4   | 2 | 1 | 1 | 0 | 5  | 3  | +2   |
| 2    | LDU Quito       | 3   | 2 | 1 | 0 | 1 | 5  | 5  | 0    |
| 3    | Al-Ittihad Club | 1   | 2 | 0 | 1 | 1 | 2  | 4  | -2   |

#### Résultats Groupe B
Tous les matchs sont joués à l'heure locale.
| 24 juillet 2009 | LDU Quito                            | 3 - 1 | Al-Ittihad Club | Stade Chapín, Jerez de la Frontera |  |
| 20:30           | Reasco 19e · Ambrossi 41e · Graf 72e |       | Kariri 73e      |                                    |  |

| 26 juillet 2009 | Real Madrid | 1 - 1 | Al-Ittihad Club   | Stade Santiago Bernabéu, Madrid |  |
| 22:30           | Raúl 56e    |       | Aboucharouane 64e |                                 |  |

| 28 juillet 2009 | Real Madrid                                                              | 4 - 2 | LDU Quito    | Stade Santiago Bernabéu, Madrid |  |
| 22:30           | Cristiano Ronaldo 48e (pen.) · Granero 53e · Metzelder 72e · Negredo 92e |       | Vera 68e 82e |                                 |  |

### Groupe C
| Rang | Équipe      | Pts | J | G | N | P | Bp | Bc | Diff |
| ---- | ----------- | --- | - | - | - | - | -- | -- | ---- |
| 1    | Aston Villa | 3   | 2 | 1 | 0 | 1 | 3  | 2  | +1   |
| 2    | CF Atlante  | 3   | 2 | 1 | 0 | 1 | 4  | 4  | 0    |
| 3    | Málaga CF   | 3   | 2 | 1 | 0 | 1 | 2  | 3  | -1   |

#### Résultats Groupe C
Tous les matchs sont joués à l'heure locale.
| 25 juillet 2009 | Málaga CF    | 1 - 0 | Aston Villa | Stade La Rosaleda, Malaga |  |
| 22:30           | Fernando 79e |       |             |                           |  |

| 27 juillet 2009 | Málaga CF        | 1 - 3 | CF Atlante                                                   | Stade La Rosaleda, Malaga |  |
| 20:30           | Albert Luque 24e |       | Gabriel Pereyra 16e · Rafael Márquez Lugo 68e · Bermúdez 73e |                           |  |

| 29 juillet 2009 | Aston Villa                            | 3 - 1 | CF Atlante       | Stade La Rosaleda, Malaga |  |
| 20:30           | Albrighton 38e · Carew 48e · Young 61e |       | Davies 19e (csc) |                           |  |

### Groupe D
| Rang | Équipe             | Pts | J | G | N | P | Bp | Bc | Diff |
| ---- | ------------------ | --- | - | - | - | - | -- | -- | ---- |
| 1    | FC Porto           | 4   | 2 | 1 | 1 | 0 | 2  | 0  | +2   |
| 2    | Besiktas           | 2   | 2 | 0 | 2 | 0 | 1  | 1  | 0    |
| 3    | Olympique lyonnais | 1   | 2 | 0 | 1 | 1 | 1  | 3  | -2   |

#### Résultats Groupe D
Tous les matchs sont joués à l'heure locale.
| 25 juillet 2009 | Olympique lyonnais | 1 - 1 | Besiktas  | Stade Nuevo Colombino, Huelva |  |
| 20:30           | Källström 69e      |       | Nobre 84e |                               |  |

| 27 juillet 2009 | Olympique lyonnais | 0 - 2 | FC Porto    | Stade Nuevo Colombino, Huelva |  |
| 22:30           |                    |       | Hulk 9e 75e |                               |  |

| 29 juillet 2009 | Besiktas | 0 - 0 | FC Porto | Stade olympique, Séville |
| 22:30           |          |       |          |                          |

### Demi-finales
| 31 juillet 2009 | Juventus                        | 2 - 1 | Real Madrid                  | Stade olympique, Séville |  |
| 22:30           | Cannavaro 3e · Salihamidžić 49e |       | Cristiano Ronaldo 40e (pen.) |                          |  |

| 31 juillet 2009 | Aston Villa              | 2 - 1 | FC Porto        | Stade La Rosaleda, Malaga |  |
| 20:30           | Heskey 14e · Sidwell 37e |       | Hulk 90e (pen.) |                           |  |
| 20:30           | Heskey 69e               |       |                 |                           |  |

### Finale
| 2 août 2009                                                     | Juventus          | 0 - 0 a. p.                                              | Aston Villa | Stade olympique, Séville |
| 22:00                                                           |                   |                                                          |             |                          |
| Melo 27e · Chiellini 98e                                        |                   | Sidwell 78e · Lichaj 89e ·                               |             |                          |
| Iaquinta · Trezeguet · Amauri · Melo · Del Piero · Legrottaglie | Tirs au but 3 - 4 | Bannan · Sidwell · Lowry · Young · Herd · Carlos Cuéllar |             |                          |

### Buteurs
- 3 Buts : Hulk.
- 2 Buts : Iaquinta, Enrique Vera, Cristiano Ronaldo  .
- 1 Buts : Amauri, Squillaci, Reasco, Ambrossi, Graf, Kariri, Raúl, Aboucharouane, Fernando, Albert Luque, Gabriel Pereyra, Rafael Márquez Lugo, Christian Bermúdez, Källström, Nobre, Diego, Nicola Legrottaglie, Esteban Granero, Christoph Metzelder, Álvaro Negredo, Marc Albrighton,  John Carew,  Ashley Young, Heskey, Sidwell, Cannavaro, Salihamidžić    .
- 1 Buts csc : Curtis Davies.